# فيليب إي. سميث
فيليب إي. سميث (بالإنجليزية: Philip E. Smith)‏ هو ضابط أمريكي، ولد في 15 أكتوبر 1934.